# Anne Seymour Damer

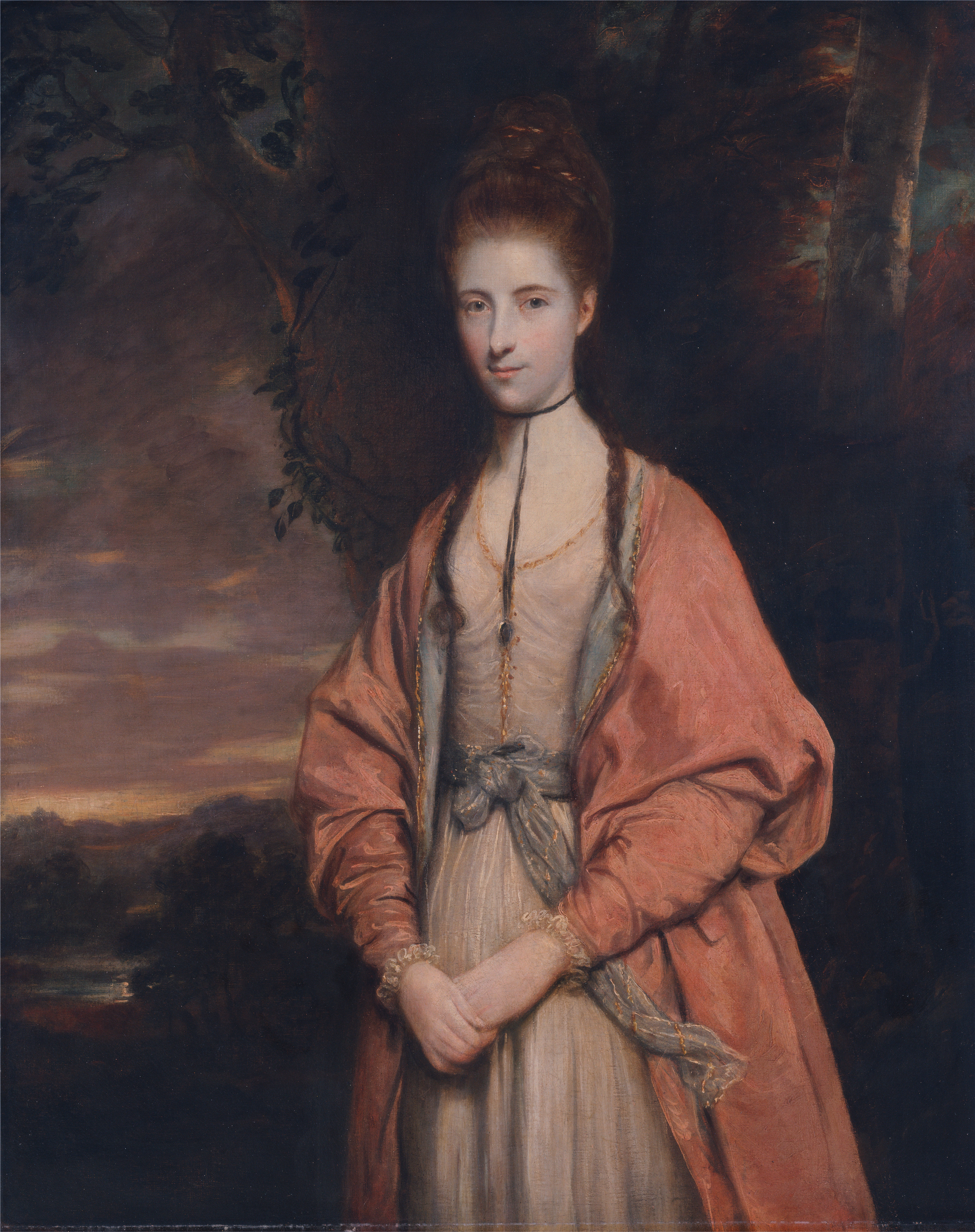
Anne Seymour Damer

Anne Seymour Damer (* 24. Oktober 1748 in Sevenoaks; † 28. Mai 1828 in London) war eine britische Bildhauerin.

## Leben
Seymour war das einzige Kind des Generals und Staatsmannes Henry Seymour Conway und seiner Gattin Lady Caroline Bruce, der Tochter von John Campbell, 4. Duke of Argyll und Witwe von Charles Bruce, 3. Earl of Ailesbury, 4. Earl of Elgin. Aus dieser Ehe entstammte die 1740 geborene Lady Mary Bruce, Seymours Halbschwester, die 1757 den General und Staatsmann Charles Lennox, 3. Duke of Richmond, heiratete.
Im Jahr 1752 wurde ihr Vater mit seinem Regiment nach Irland entsandt. Die Familie hatte gerade ihr eigenes Anwesen, Park Place in der Gemeinde Remenham in der Nähe von Henley-on-Thames erworben, konnte jedoch erst fünf Jahre später einziehen. Die Fünfjährige lebte während der Abwesenheit ihrer Eltern bei Conways langjährigem Freund und Cousin Horace Walpole, der sie als Patenonkel wie eine „eigene Tochter“ ansah. Er betreute Seymour während der häufigen Abwesenheit ihrer Eltern und brachte sie schon früh mit den damals in England vorherrschenden künstlerischen Strömungen in Kontakt.
Seymor wuchs in einem wohlhabenden, kunstnahen Umfeld und als Teil der aristokratischen Oberschicht auf, die ihr Zugang zu künstlerischer Ausbildung ermöglichte. Als ungewöhnlich gilt, dass ihr Vater den schottischen Philosophen David Hume als Sekretär einstellte. Vermutlich regte er Seymours erste Versuche im Modellieren von Wachs an. Seymours Talent für die Bildhauerei zeigte sich erstmals im Alter von zehn Jahren, als sie ein Motiv aus der Dichtung von Edmund Spenser in historischer Kostümierung aus Kerzenwachs modellierte. In späteren Jahren äußerte sich Walpole besonders anerkennend über Seymour Damers künstlerisches Talent, insbesondere über ihre Terrakottaskulptur Two Sleeping Dogs und lobte ihre Fähigkeit, den Charakter von Tieren einzufangen.
Seymour absolvierte keine formale künstlerische Ausbildung, aber erhielt bereits in jungen Jahren Unterricht im Modellieren bei dem italienischen Bildhauer Giuseppe Ceracchi sowie im Schnitzen beim englischen Bildhauer John Bacon. Zudem studierte sie – für Frauen damals ungewöhnlich – die Anatomie, insbesondere des männlichen Geschlechts, bei William Cruikshank. Danach bildete sie sich überwiegend autodidaktisch weiter.
Am 14. Juni 1767 heiratete Anne Seymour auf dem Anwesen Park Place Hon. John Damer (1744–1776), den ältesten Sohn und Erben des Joseph Damer, 1. Baron Milton, und zog mit ihm nach Dublin. Nach einer Reise nach Paris im Jahre 1774 beschloss Seymour Damer sich nach sieben Jahren Ehe, die als unglücklich galt und kinderlos blieb, von ihrem Ehemann zu trennen. Am 15. August 1776 nahm sich John Damer das Leben und hinterließ Seymour hohe Schulden. Seymour Damer war gezwungen, ihr Haus und alles darin zurückzulassen mit Ausnahme eines Tintenfasses, einiger Bücher, ihres Hundes und ihrer Zofe. Sie lebte ein Jahr lang bei ihrer Schwester und verzichtete in dieser Zeit auf ihr Einkommen, um zur Begleichung der Schulden ihres Ehemanns beizutragen.
Nach einer Reise durch Europa ließ sich Seymour Damer in einem kleineren Haus in der Sackville Street in Dublin nieder und begann, ihre künstlerische Laufbahn systematisch auszubauen. Ihre unkonventionelle Lebensweise, ihr männlicher Kleidungsstil sowie ihre enge Beziehung zu und mutmaßlichen Affären mit Frauen zogen öffentliche Aufmerksamkeit, gesellschaftliche Gerüchte sowie Spott in Presse und Satire auf sich. Seymour Damer wurde wiederholt als „Sapphistin“ bezeichnet – eine Anspielung auf gleichgeschlechtliche Liebe nach dem Vorbild der Dichterin Sappho.
Eine frühe Beziehung von Seymour Damer zur Schauspielerin Kitty Clive wird in zeitgenössischen Quellen wie der satirischen Schrift A Sapphick Epistle (1778) angedeutet und lässt sich als Teil der zeitgenössischen Wahrnehmung von Seymour Damers gleichgeschlechtlichen Bindungen einordnen. Die satirischen Darstellungen lassen vermuten, dass ihre Beziehung auch als emotional oder romantisch interpretiert wurde.
In den 1780er-Jahren widmete sich Seymour Damer verstärkt der Bildhauerei. Als Ehrenausstellerin stellte sie regelmäßig an der Royal Academy of Arts aus, da sie als Aristokratin nicht als bezahlte Künstlerin tätig sein konnte. Ihre Werke entwickelten sich von Terrakotta zu Marmor und Bronze. Eine lebensgroße Statue von Giuseppe Ceracchi aus dem Jahre 1778 stellt sie idealisiert als Muse der Bildhauerei dar und befindet sich im British Museum.
Seymour Damer war eng mit der Schauspielerin Elizabeth Farren verbunden, die von Horace Walpole als „Queen of Comedy“ bezeichnet wurde und die über zwei Jahrzehnte hinweg der gefeierte Star am Drury Lane Theater in London war. Farrens Bühnenkarriere endete 1797 mit ihrer Heirat mit Edward Smith-Stanley, 12. Earl of Derby. Die Beziehung zwischen Seymour Damer und Farren führte zu öffentlichem Klatsch und Spott, auch wegen des vermuteten Konkurrenzverhältnisses zu ihrem späteren Mann. Satirische Schriften unterstellten ihr sexuelle Beziehungen zu Farren, was den Ruf beider Frauen gefährdete. Ihre offene Präsenz als Künstlerin verbunden mit einem unkonventionellen Lebensstil und der Tatsache, dass sie im Gegensatz zu anderen Frauen, nicht „Männern hinterherlaufe“ und nicht erneut heiratete, machte sie zusätzlich zur Zielscheibe der zeitgenössischen Presse.

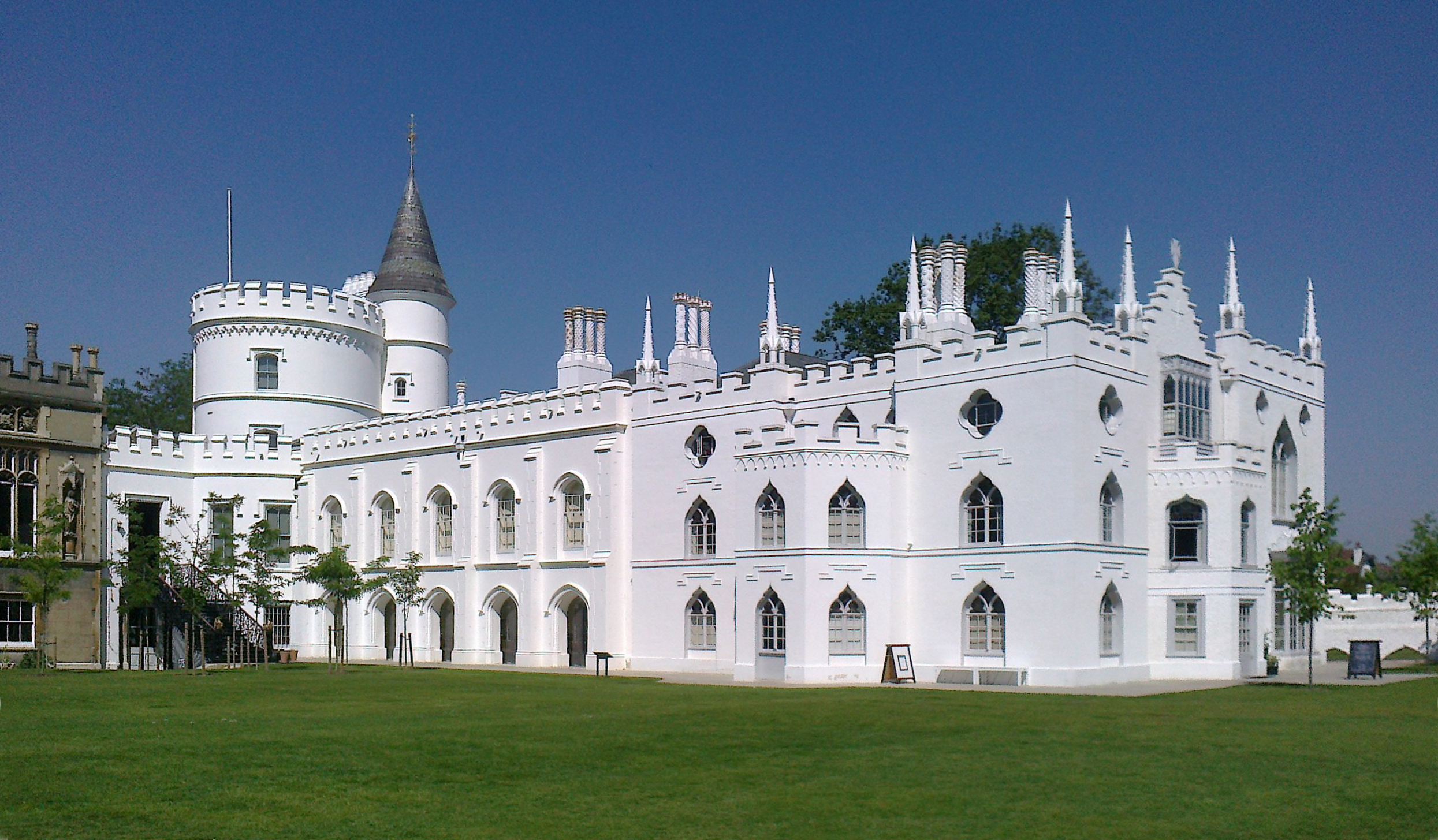
Strawberry Hill House

Eine langjährige Beziehung verband Seymour Damer mit der Schriftstellerin Mary Berry, die sie 1789 in Strawberry Hill, dem Anwesen von Horace Walpole, kennengelernt hatte. Die enge Bindung wurde durch gesellschaftliche Vorurteile belastet und zwang beide Frauen zeitweise zur Geheimhaltung ihrer Beziehung. Nach Horace Walpoles Tod im Jahr 1797, der beiden Frauen eng verbunden war, vermachte er Seymour Damer 4.000 Pfund Sterling sowie das Wohnrecht für sein Anwesen Strawberry Hill, dessen Unterhalt jährlich 2.000 Pfund kostete. Seymour Damer lebte dort mit ihrer verwitweten Mutter. Walpole hinterließ Berry das Nachbarhaus Little Strawberry Hill, wodurch den beiden Frauen ein Leben in unmittelbarer Nähe und größerer Vertrautheit ermöglicht wurde.1811 musste Seymour das Haus aus finanziellen Gründen aufgeben.
Seymour Damer organisierte in Strawberry Hill mehrere Theaterstücke, die sie gemeinsam mit ihrem Freundeskreis selbst schrieb und aufführte. 1801 wurde das Stück The Fashionable Friends von William Lamb veröffentlicht, dessen Rollen von Seymour Damer selbst gesprochen wurden. Etwa zur selben Zeit verfasste sie den Roman Belmour, der 1827 neu aufgelegt wurde. Seymour Damer nahm regelmäßig an Maskenspielen im Pantheon teil sowie an Amateurtheateraufführungen in der Londoner Residenz des Duke of Richmond, der mit ihrer Halbschwester Mary Bruce verheiratet war.
Zwischen Oktober 1785 und Juli 1786 reiste Seymour Damer nach Italien. Sie besuchte Horace Mann in Florenz und William Hamilton in Neapel, wo sie Lord Nelson vorgestellt wurde. Im November 1790 machte sie sich aus gesundheitlichen Gründen auf den Weg nach Portugal, anschließend nach Spanien und Frankreich, bevor sie im Mai 1791 nach London zurückkehrte.
Im Jahr 1802 reiste Seymour Damer gemeinsam mit Berry nach Paris, wo sie eine Audienz bei Napoleon Bonaparte erhielt. Sie überreichte ihm Gipsbüsten von Lord Nelson und Charles James Fox und versprach eine Marmorbüste von Fox. Als Anerkennung schenkte Napoleon ihr eine goldene Tabaksdose mit seinem Porträt und 28 Diamanten, die sie 1828 dem British Museum vermachte. Laut Inschrift wurde das Geschenk am 1. Mai 1815 als Dank für das übergebene Porträt von Fox überreicht.

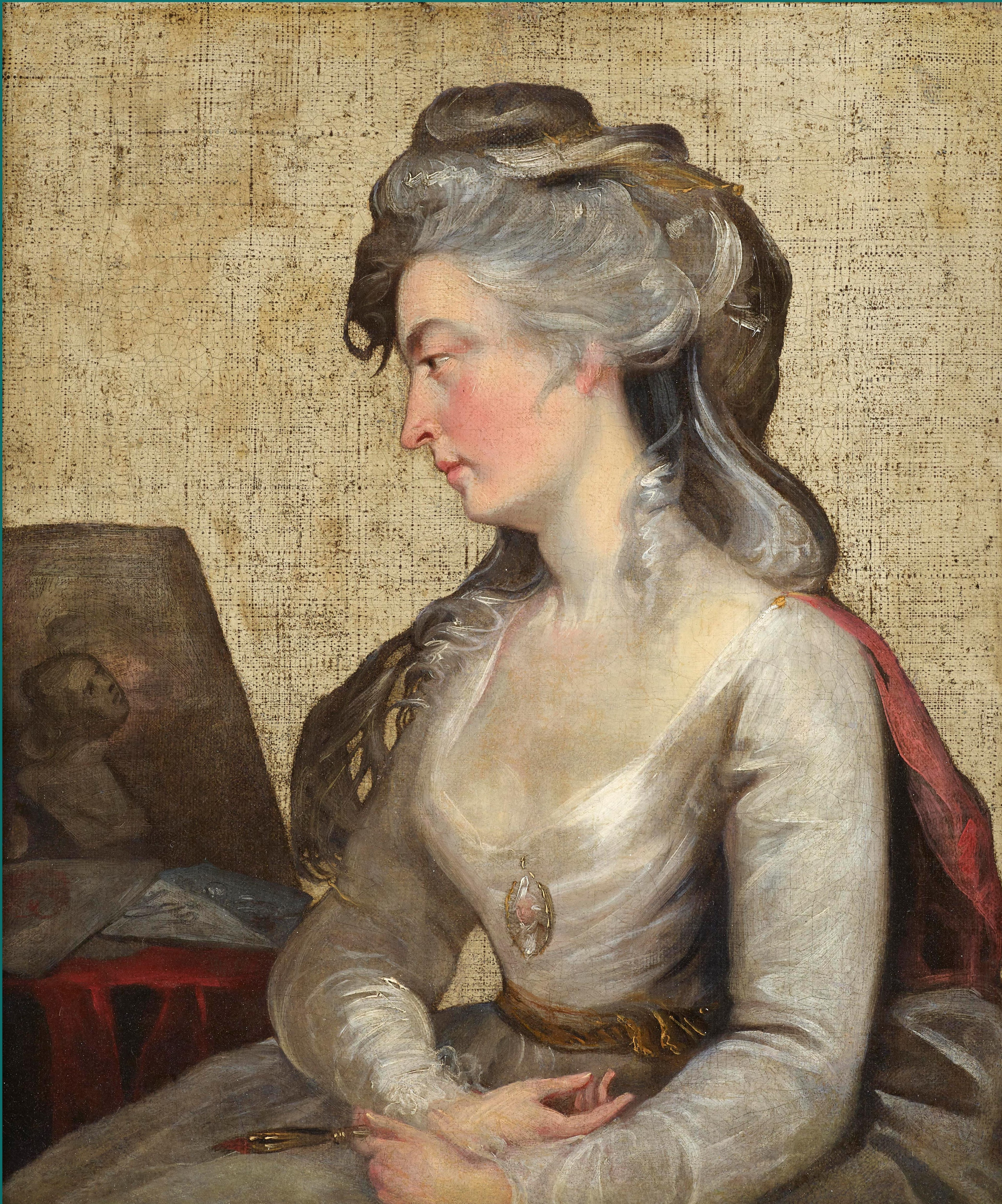
Portrait von Anne Seymour Damer von Daniel Gardner

Seymour Damer wurde von bedeutenden Künstlerinnen und Künstlern ihrer Zeit porträtiert, so von Angelika Kauffmann, Harriet Carr, Giuseppe Ceracchi, Richard Cosway, John Downman, John Giles Eccardt, Daniel Gardner, Joshua Reynolds, Thomas Ryder, Luigi Schiavonetti und John Raphael Smith.

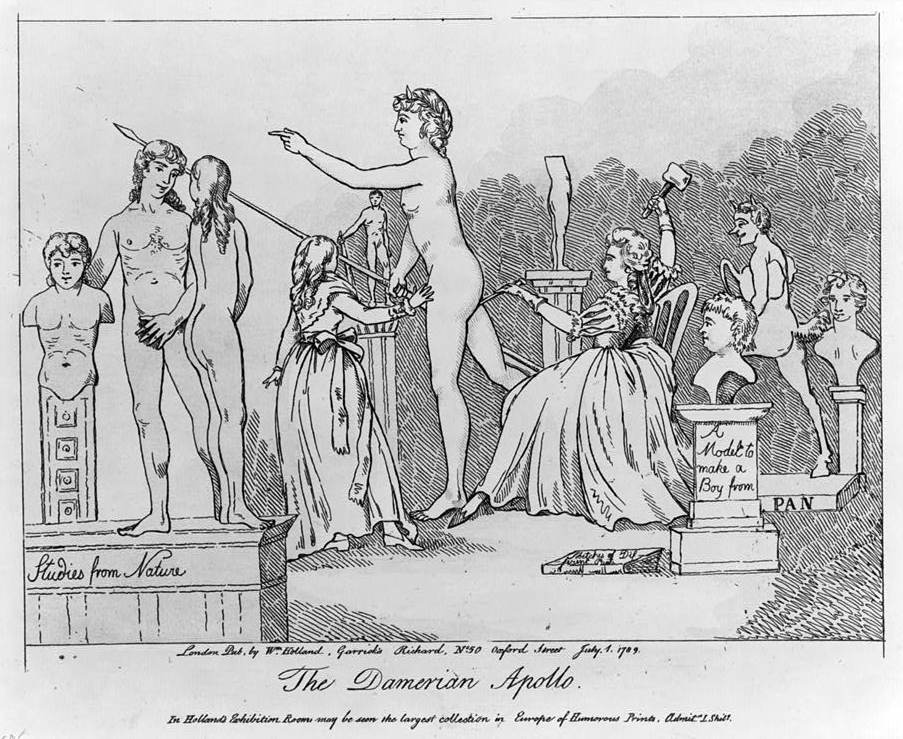
The Damerian Apollo

1798 wurde die Karikatur „The Damerian Apollo“ veröffentlicht, die Seymour Damer zeigt, wie sie das Hinterteil eines monumentalen, nackten Apollon bearbeitet, umgeben von Skulpturenakten und einer Pan‑Figur. Die Zeichnung erschien anonym, wird aber häufig James Gillray zugeschrieben. Das Werk verspottete Seymour Damers Tätigkeit als Bildhauerin und unterstellte ihr Unweiblichkeit und sexuelle Anmaßung.
Im Jahre 1818 kaufte Seymour Damer das York House in Twickenham, wo sie eine große Sammlung ihrer eigenen Büsten und Terrakotta-Figuren unterbrachte. 1828 starb sie in ihrem Londoner Haus an der Upper Brook Street 27 am Grosvenor Square. Sie wurde zusammen mit ihren Arbeitsutensilien, ihrer Schürze und der Asche ihres Lieblingshundes neben ihrer Mutter in Sundridge (Kent) beigesetzt.
Seymour Damer hinterließ ihre Anwesen in York House und Upper Brook Street Verwandten sowie beträchtliche Geldbeträge Bediensteten und Familienmitgliedern. Strawberry Hill ging nach Seymour Damers Tod, wie Walpole es in seinem Testament vorgesehen hatte, an Lord Waldegrave über. Ihre umfangreiche Bibliothek wurde 1828 versteigert. Teile davon befinden sich heute im Yale Center for British Art in New Haven.
Seymour Damer wünschte, dass ihre Briefe nach ihrem Tod vernichtet würden. Nur wenige überdauerten, teils durch Mary Berry aufbewahrt. Erhaltene Dokumente – darunter Notizbücher mit Auszügen aus Berrys Briefen und klassischer Literatur – befinden sich heute unter anderem in der British Library und der Lewis Walpole Library der Yale University.

## Werk
Seymour Damer wurde als erste Bildhauerin Großbritanniens gefeiert, die Tiere und Menschen in einem persönlichen Stil darstellte. Ihr Werk folgt in erster Linie dem neoklassizistischen Stil und entwickelte sich von frühen Wachsplastiken hin zu technisch anspruchsvollen Arbeiten in Terrakotta, Bronze und Marmor. Ihre Arbeiten signierte sie häufig in griechischer Sprache.

### Werke (Auswahl)
- 1778: Self Portrait, Uffizien, Florenz[24]
- 1780: The Niobid Terrycotta[2]
- 1780: Bust of Niobe’s Daughter, after the Antique, Marmor, Yale Center for British Art, New Haven[25]
- 1780: A Seated Woman, Yale Center for British Art, New Haven[26]
- 1780: Sir Joseph Banks, Wachs auf Glas, Art Institute of Chicago, Chicago[27]
- 1782: Shock Dog, Skulptur, Carrara-Marmor, Metropolitan Museum of Art, New York[28]
- 1782: Two Sleeping Dogs (Walpoles Spaniel und Pudel), Marmor, Goodwood House, Westhampnett[3][12]
- 1784: Elizabeth Lamb, Viscountess Melbourne, Porträtbüste[5]
- 1784: Green Closet Two kittens in marble, Marmor[2]
- 1785: Isis, River & Rowing Museum, Henley-on-Thames[29]
- 1785: Peniston Lamb as Mercury[2]
- 1785: Tamesis, in: River & Rowing Museum, Henley-on-Thames[30]
- 1785: Two Kittens, Marmor, Privatsammlung[2]
- 1786: Lady Elizabeth Foster[11]
- 1787: The Brocket Park Osprey, Terrakotta[2]
- 1788: Antonius und Cleopatra, Relief, Boydell Shakespeare Gallery[2][31]
- 1788: Corialanus, Relief, Boydell Shakespeare Gallery[2][32]
- 1788: Elizabeth, née Farren (1759-1829), Countess of Derby as Thalia, National Portrait Gallery, London[33]
- 1788: Prince Henry Lubomirski as Bacchus, Carrara-Marmor, University of Oxford[2]
- 1789: Caroline Conway, Lady Aylesbury, Marmor, Yale Center for British Art, New Haven[2][34][35]
- 1789: Mrs. Freeman as Isis, Victoria and Albert Museum, London[36]
- 1789: Sarah Siddons, Marmor[10]
- 1790: The Osprey, Horace Walpole’s Strawberry Hill Collection[37]
- 1794: Apollon, Statue, Theatre Royal Drury Lane[5]
- 1798: Master WH Betty[38]
- 1806: Lord Nelson, Guildhall, London[39]
- 1791: George III (1738-1820), Carrara-Marmor, National Records of Scotland, Edinburgh[11][40]
- 1813: Sir Humphry Davy (1778-1829), Royal Institution of Great Britain, London[41]
- 1814: Caroline, Princess of Wales (1768-1821), Ranger’s House, London[5][42]
- 1814: Sir Joseph Banks (1743-1820), Natural History Museum, London[43]
- 1793: Mary Berry (1763-1852), Bronze, National Portrait Gallery, London[44]
- 1815: Charles James Fox, Marmor[2][5]
- Landscape with Horsemen and Trees, Zeichnung, Tate Gallery, London[45]
- The Stourhead Zingara[2]

## Gruppenausstellungen (Auswahl)
- 1793–95: Leverian Museum, London[11]
- Zwischen 1784 und 1818: Ausstellung von 32 Werken in der Royal Academy of Art[14]

## Einzelausstellungen (Auswahl)
- 2021–22: Celebrating Sculptress Anne Seymour Damer, Strawberry Hill, London[13]

## Werke in öffentlichen Sammlungen
- Art Institute of Chicago, Chicago[27]
- Metropolitan Museum of Art, New York[23]
- Tate Gallery, London[45]
- Uffizien, Florenz[7]

## Rezeption
Seymour Damer gilt als bedeutendste Bildhauerin Englands des 18. Jahrhunderts. Walpole bezeichnete sie als „weibliches Genie“.
Der britische Universalgelehrte Erasmus Darwin würdigte Seymour Damers Porträtbüsten, darunter jene von Lady Elizabeth Foster und Lady Melbourne, in poetischer Form. In seinem Lob heißt es:

„Lange wird Damers Meißel mit sanfter Hand bezaubern,
uns mit Anmut erfreuen und mit Schönheit erwärmen;
Fosters edle Gestalt wird noch ungeborene Herzen bewegen,
und Melbournes Lächeln ein anderes Zeitalter verzaubern.“

Original (englisch):
Long with soft touch shall Damer's chisel charm,With grace delight us and with beauty warm; Foster's fine form shall hearts unborn engage,And Melbourne's smile enchant another age.
— Erasmus Darwin, The Economy of Vegetation (1791)
In der von Percy Noble 1908 veröffentlichten Biografie Anne Seymour Damer – A Woman of Art and Fashion beschreibt er Seymour Damer vor allem als elegante, gebildete Frau ihrer Zeit und betont ihre außergewöhnliche Stellung als Künstlerin im 18. Jahrhundert. Er würdigt ihr künstlerisches Talent, bleibt dabei aber der zurückhaltenden Tonlage der Edwardianischen Zeit verpflichtet. Ihre gleichgeschlechtlichen Beziehungen und ihre queere Identität werden weitgehend ausgespart oder nur indirekt angedeutet.
Alison Yarringtons Essay The Female Pygmalion: Anne Seymour Damer, Allan Cunningham and the Writing of a Woman Sculptor’s Life aus dem Jahre 1997 untersucht, wie Seymour Damer als Bildhauerin biografisch konstruiert wurde, einerseits als „weibliche Pygmalion“-Figur, die ihre eigene Identität formt, andererseits als Objekt männlicher Perspektiven im Werk von Allan Cunningham. Yarrington zeigt, wie klassische Pygmalion-Motive symbolisch genutzt werden, um Seymour Damers Autonomie und künstlerischen Werdegang in Spannung mit zeitgenössischen Vorstellungen weiblicher Kreativität zu setzen. Dabei bietet der Text eine feministische Neuinterpretation der Inszenierung Damers als eigenständige Künstlerin.
Die Liebesbeziehung zwischen Seymour Damer und Elizabeth Farren steht im Mittelpunkt des Romans Life Mask von Emma Donoghue aus dem Jahre 2004.

## Weblinks

Galerie
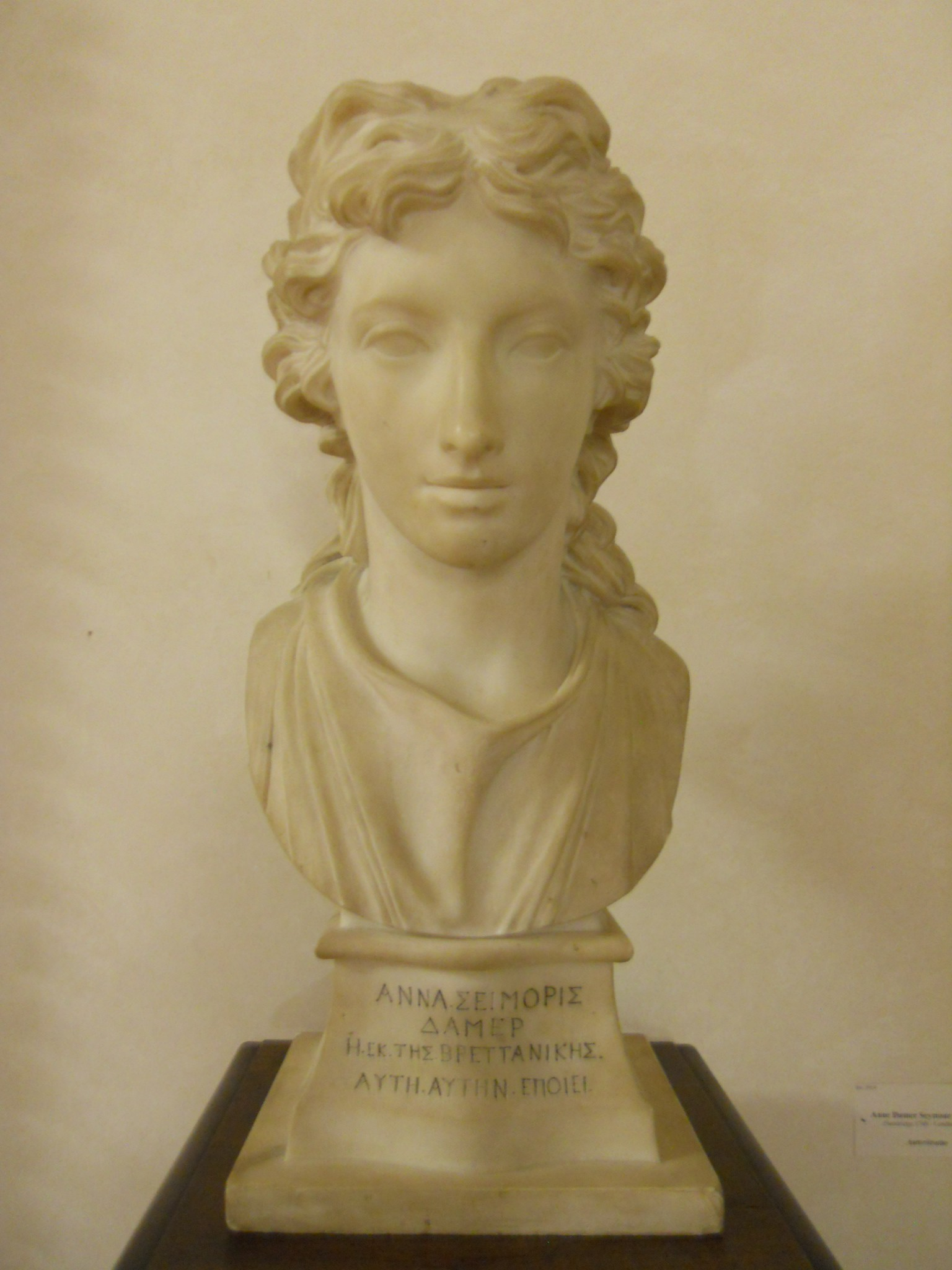
Selbstporträt (1778)
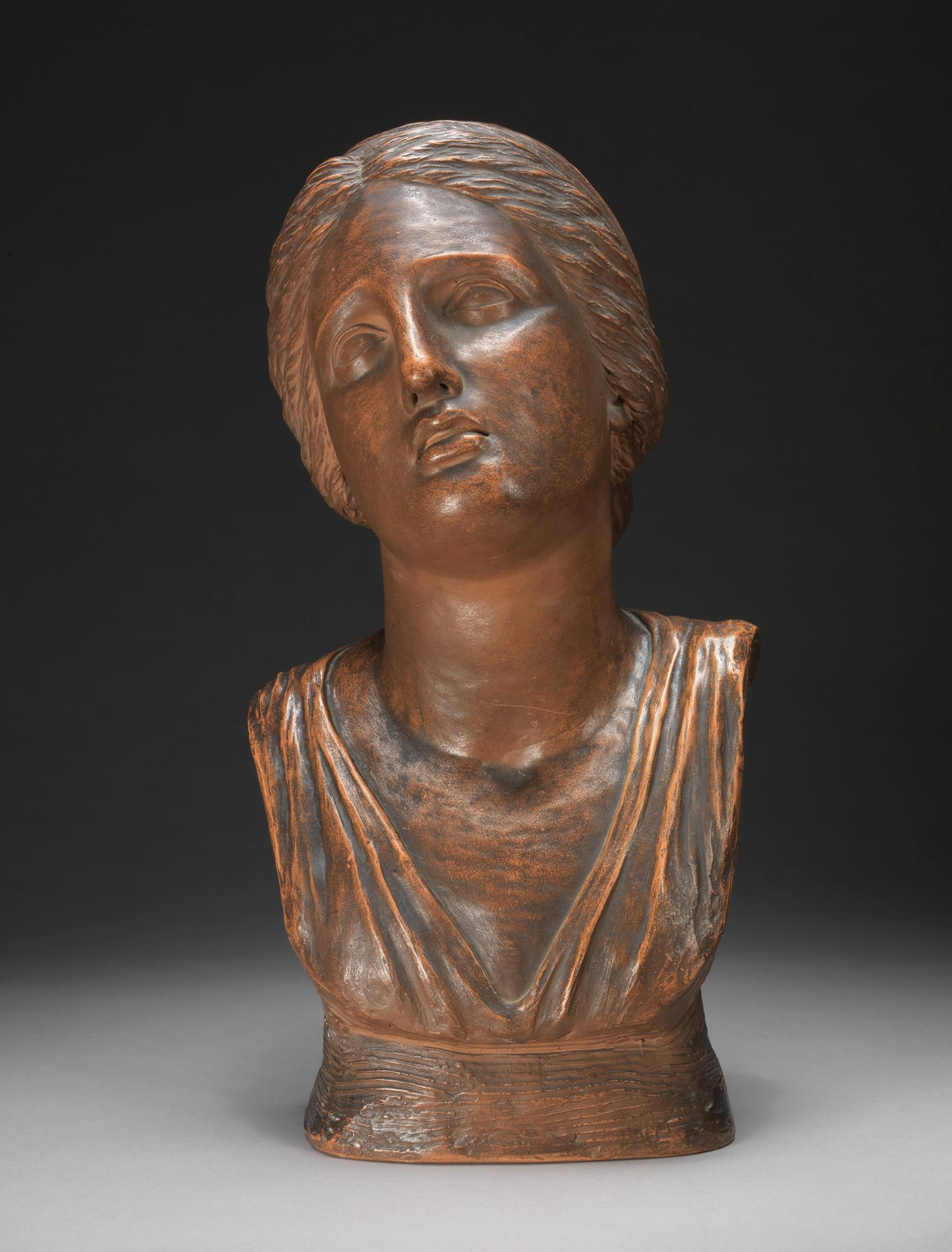
Bust of Niobe's Daughter, after the Antique (1780)
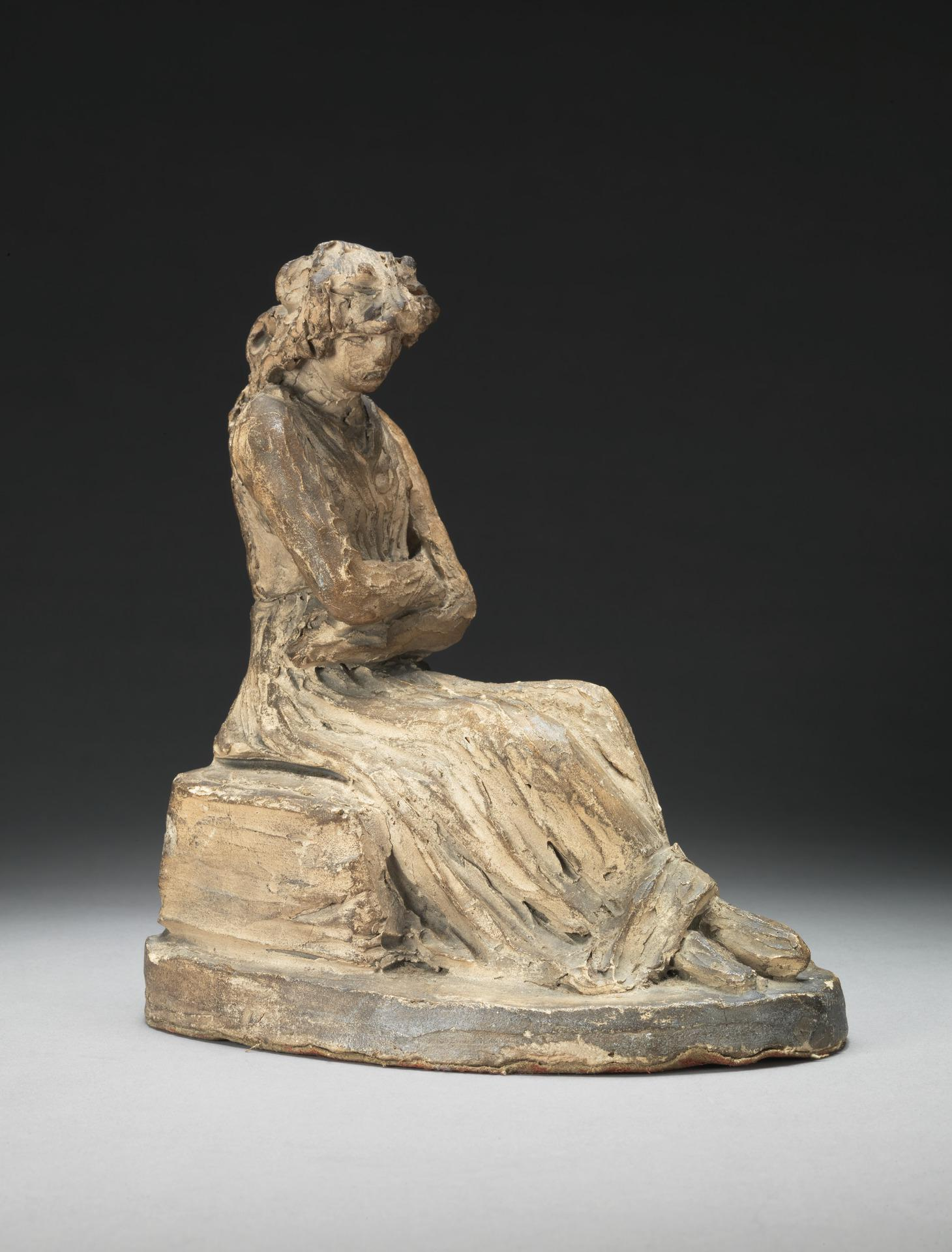
A Seated Woman (1780)
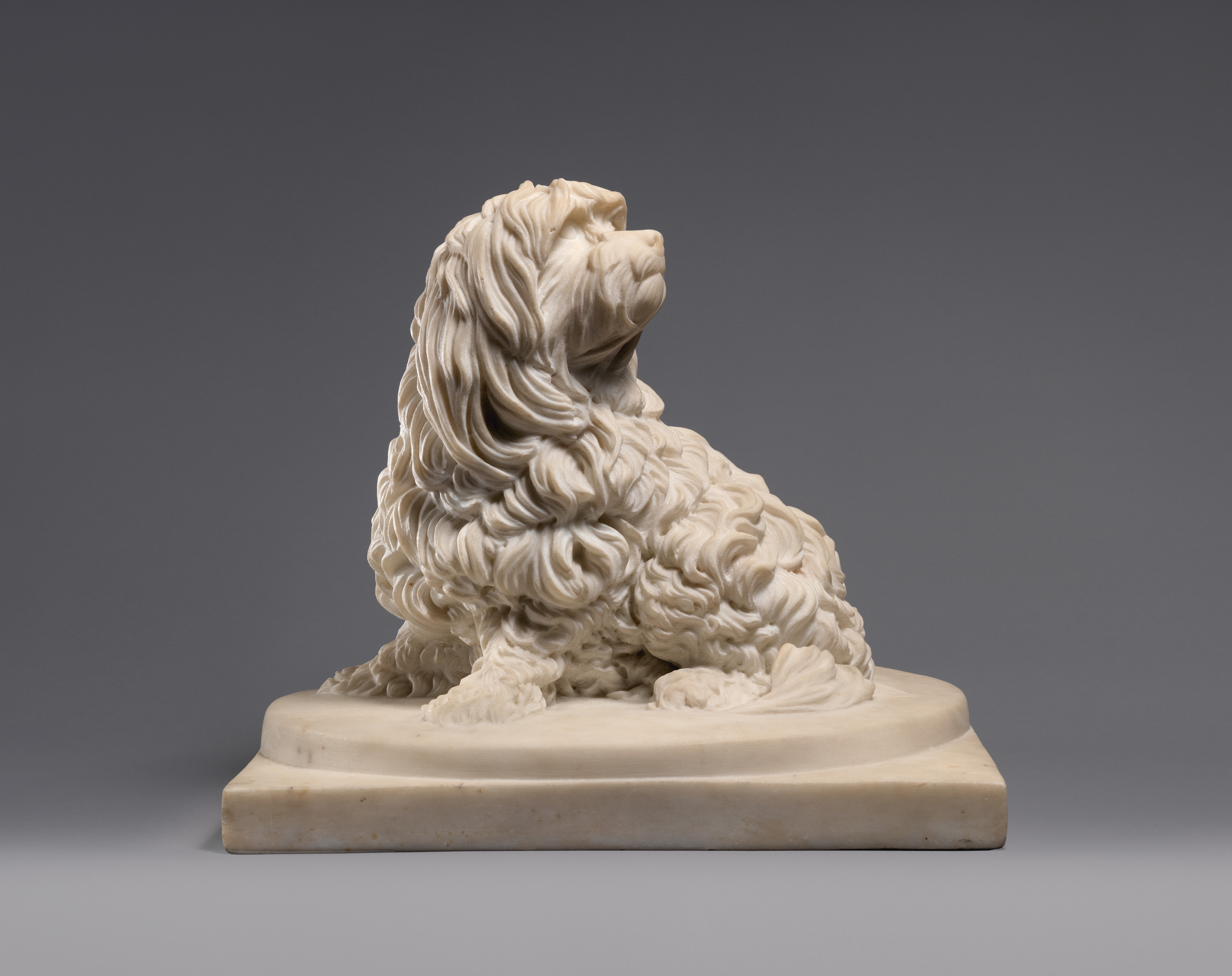
Shock Dog (1782)
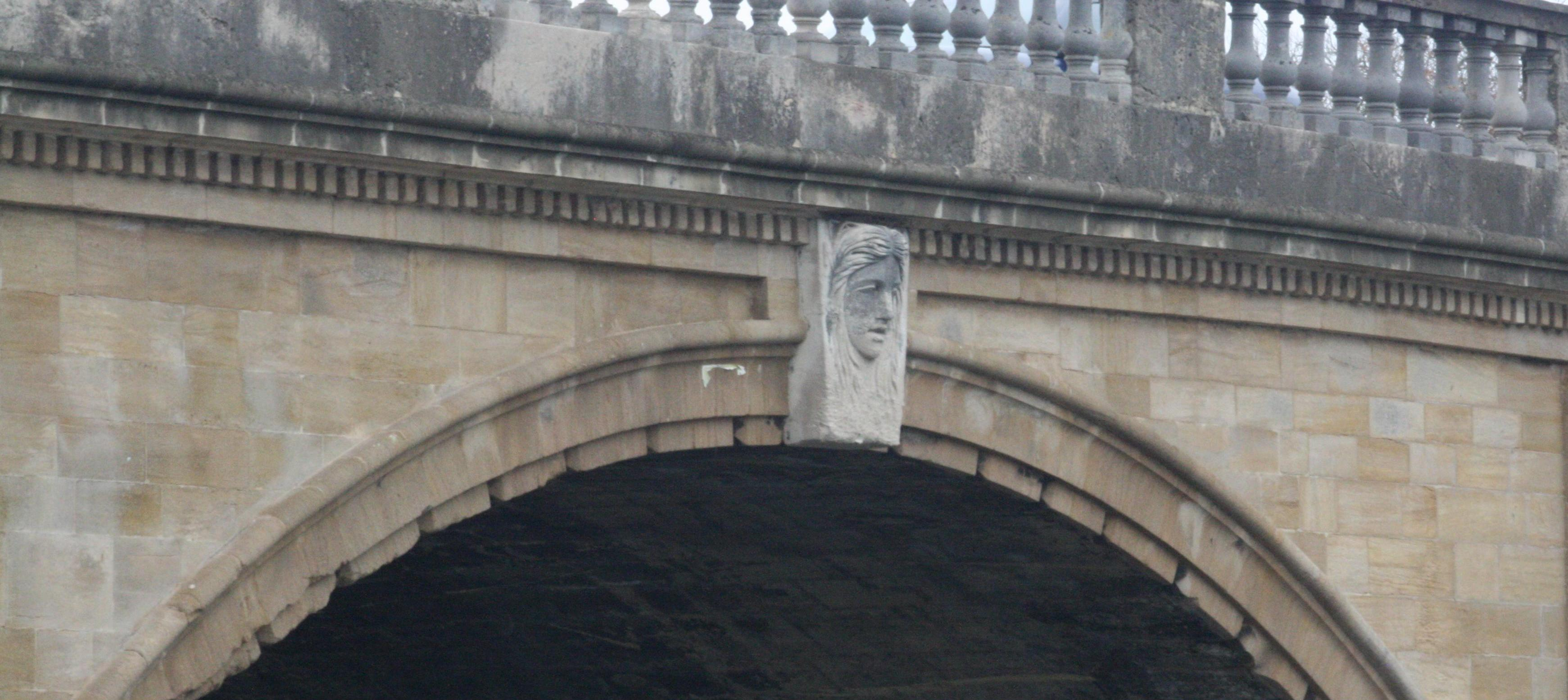
Isis (1785)
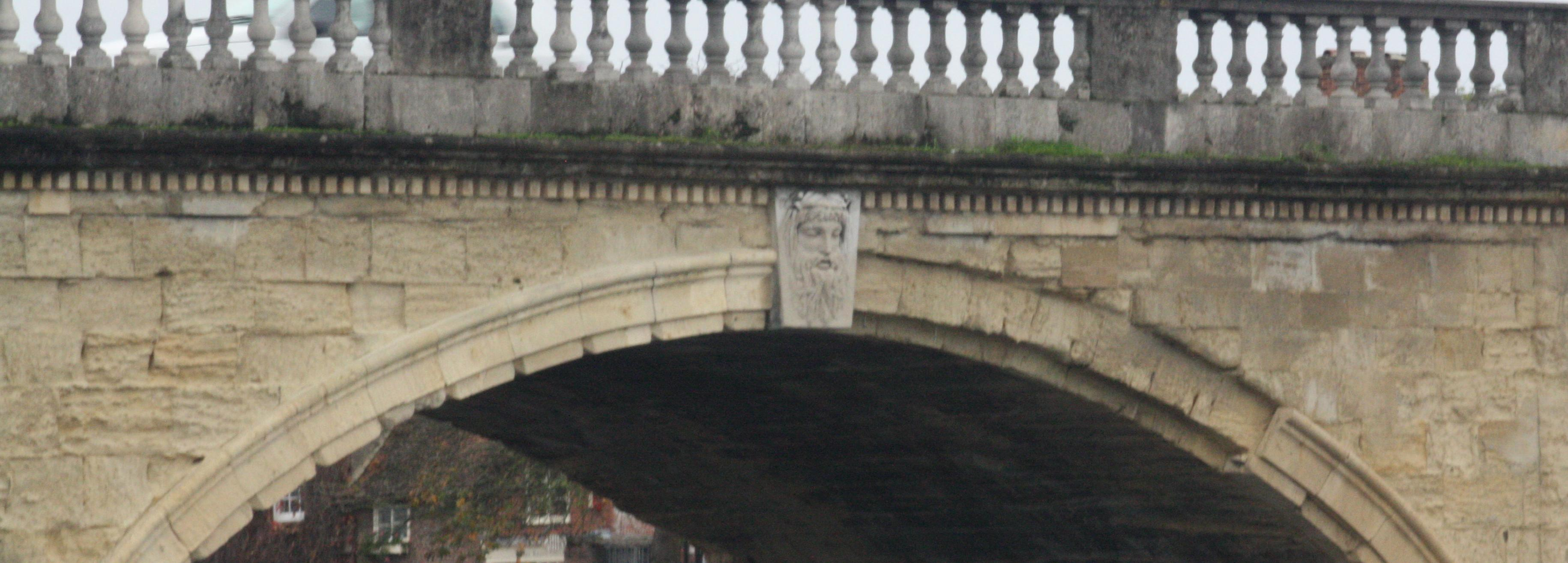
Thames (1785)
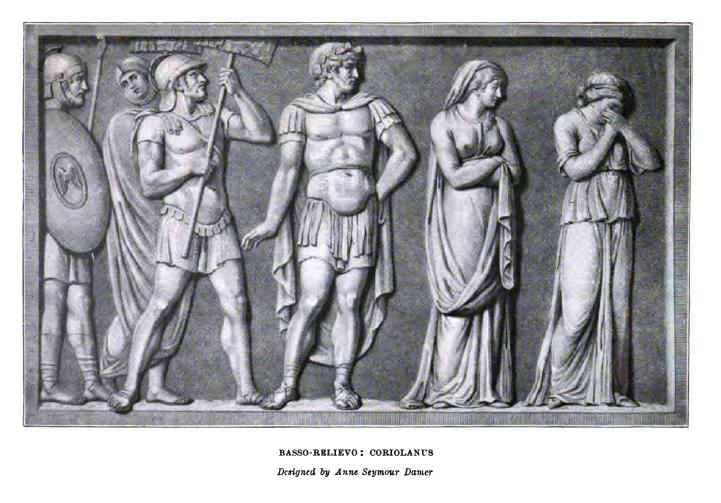
Coriolanus (1788)
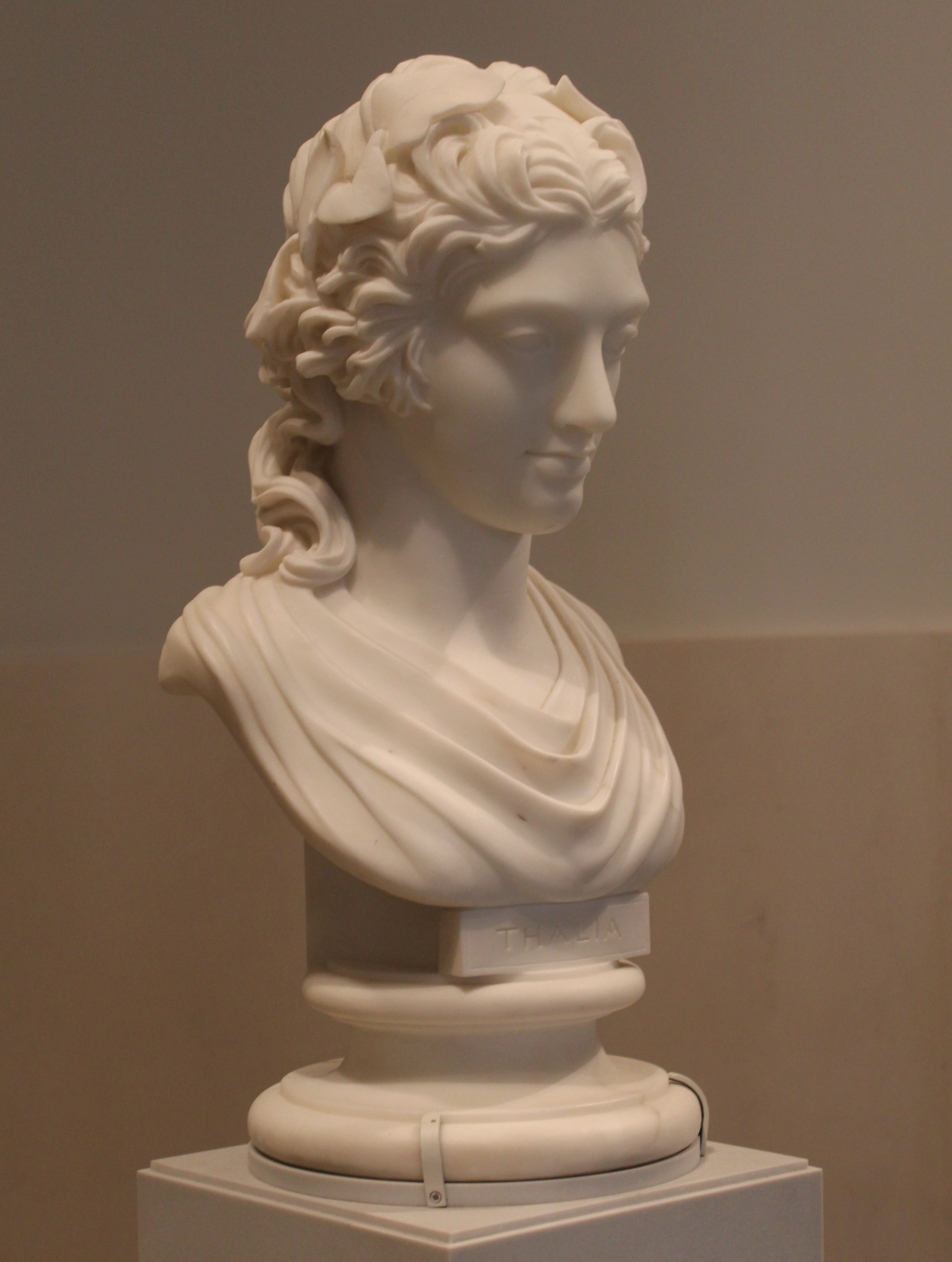
Elizabeth Farren (1788)
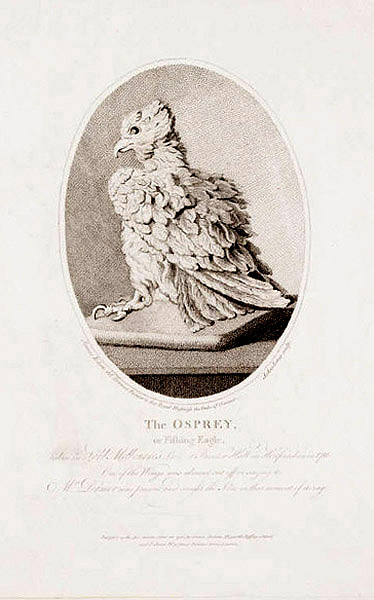
The Osprey (1790)
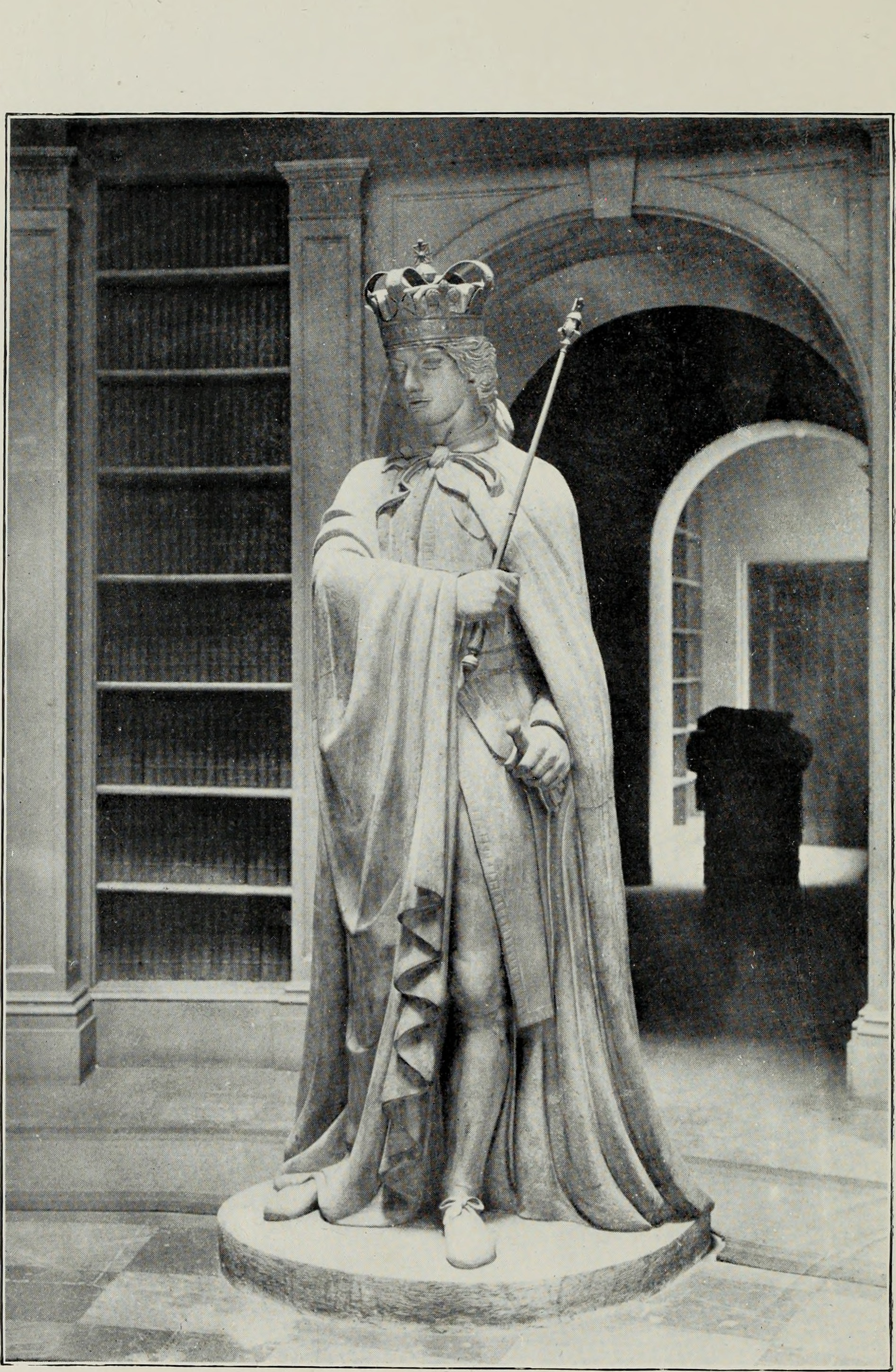
George III (1791)
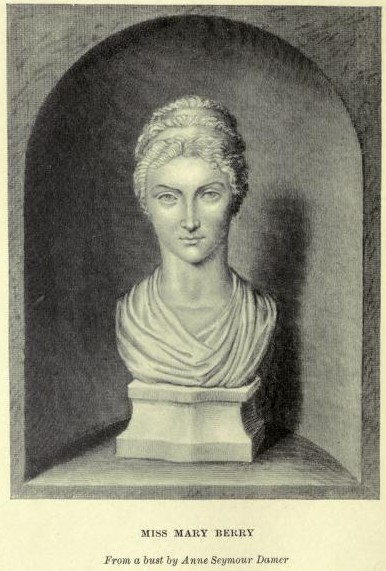
Mary Berry (1793)
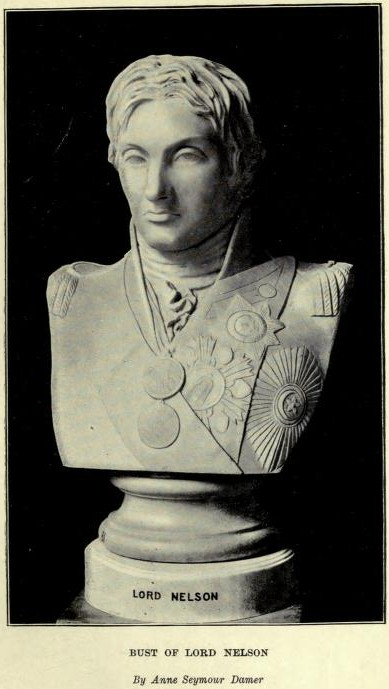
Lord Nelson (1806)
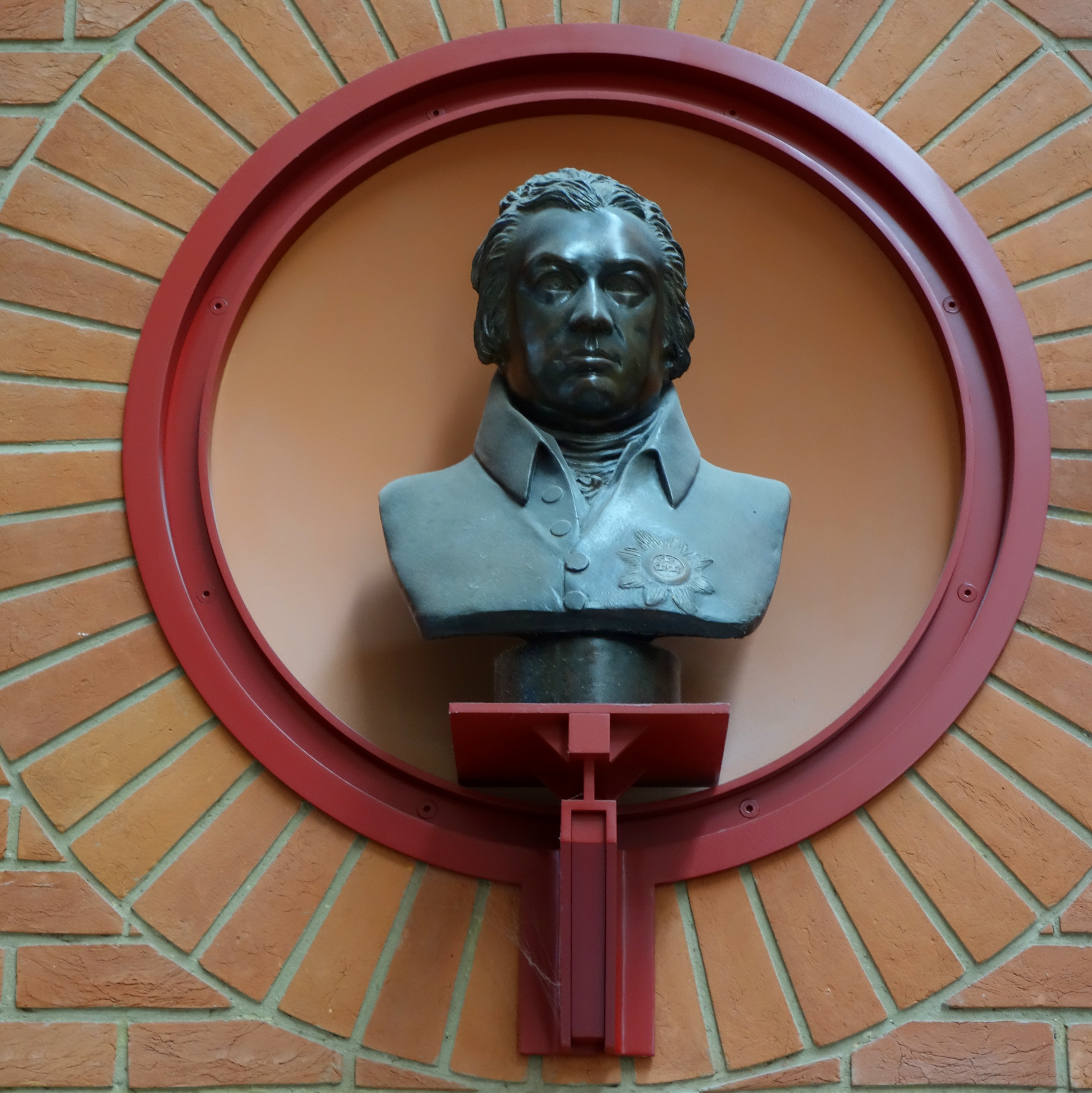
Sir Joseph Banks (1814)
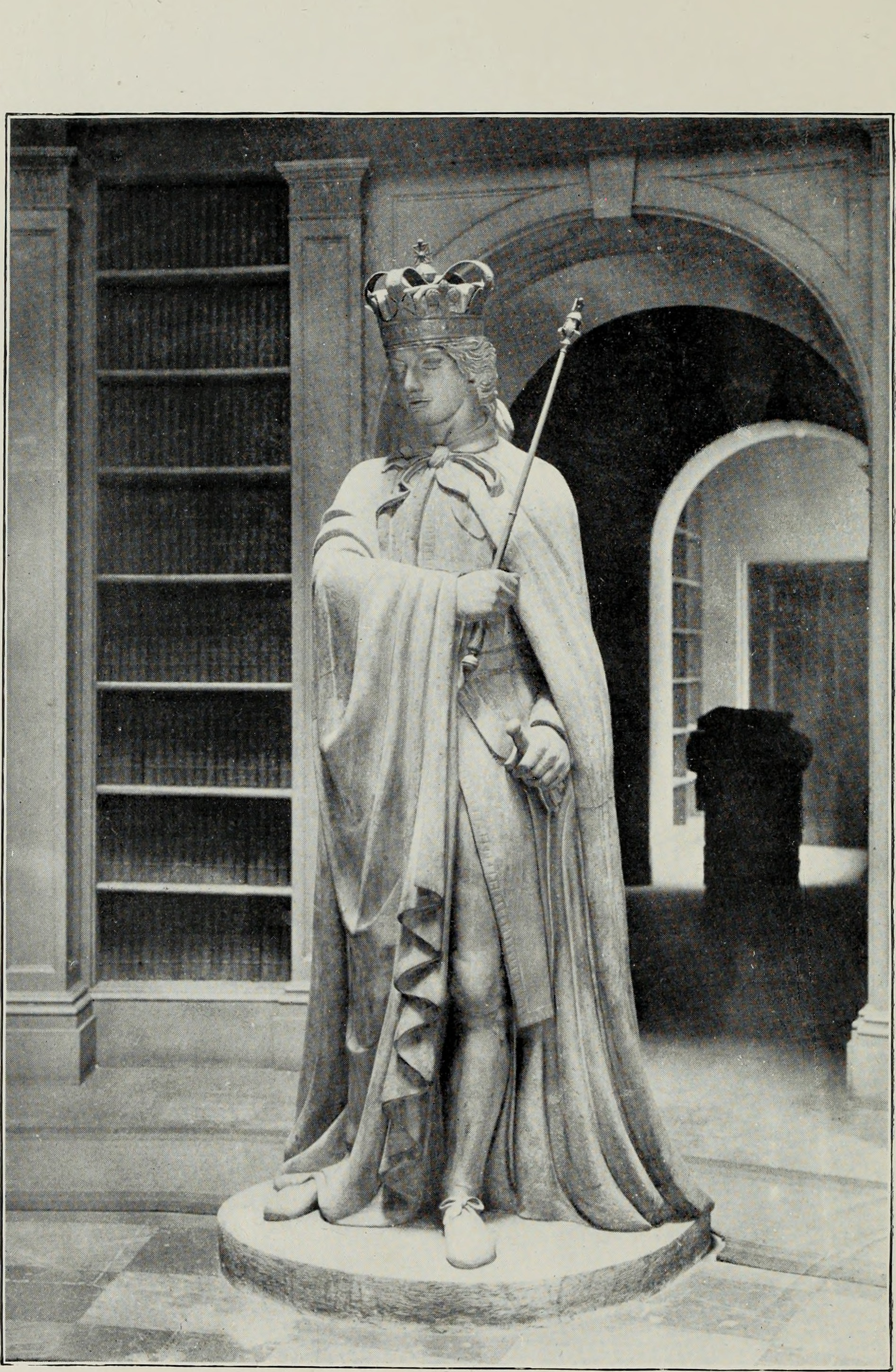
Charles James Fox (1815)

## Publikationen
- Belmour: A Novel. 2 Bände. Henry Colburn, London 1827.